# Avi Ben-Simhon
Avi Ben-Simhon (* 1947 in Fès, Marokko) ist ein israelischer Maler.

## Leben
Simhon wurde 1947 in Marokko geboren. Seine Familie übersiedelte 1948 nach Israel, wo er nach Absolvierung der Pflichtschulen 1986 die Kunsthochschule Avni Institute of Art and Design in Tel Aviv-Jaffa besuchte. Sein Atelier hat er heute im von ihm mitbegründeten Kibbuz Eyal in der Nähe des Zentralbezirkes.
Bei seiner Arbeit fühlt er sich inspiriert von Paul Gauguin und Vincent van Gogh.

## Werke (Auswahl)
- Thoughts for Two
- Winter’s Touch